# Partido de Centro (Islas Feroe)
El Partido de Centro (en feroés, Miðflokkurin, abreviado MF) es un partido político conservador de las Islas Feroe de ideología demócrata cristiana.
El partido fue fundado el 30 de mayo de 1992 como una escisión del Partido Popular Cristiano (hoy sin escaños en el parlamento). El Partido de Centro se dice partidario del autogobierno feroés con respecto a Dinamarca, pero su postura es menos radical que la de otros partidos.
Obtuvo su mejor votación en la última elección (2008), recibiendo el 8,4 % de los sufragios populares, lo que le permitió acceder a 3 curules en el Løgting.
Su líder desde 2001 es Jenis av Rana.

## Resultados electorales

### Løgting
| Año  | Votos      | %    | Escaños | +/-         | Gobierno                                                            |
| ---- | ---------- | ---- | ------- | ----------- | ------------------------------------------------------------------- |
| 1994 | 1.491 (#7) | 5,80 | 2/32    |             | Oposición                                                           |
| 1998 | 1.125 (#6) | 4,10 | 1/32    | 1           | Oposición                                                           |
| 2002 | 1.292 (#6) | 4,20 | 1/32    | Sin cambios | Coalición con Partido Popular, República y Partido del Autogobierno |
| 2004 | 1.661 (#5) | 5,20 | 2/32    | 1           | Oposición                                                           |
| 2008 | 2.610 (#5) | 8,39 | 3/33    | 1           | Oposición                                                           |
| 2011 | 1.883 (#6) | 6,16 | 2/33    | 1           | Oposición                                                           |
| 2015 | 1.779 (#6) | 5,52 | 2/33    | Sin cambios | Oposición                                                           |
| 2019 | 1.815 (#5) | 5,40 | 2/33    | Sin cambios | Coalición con Partido Popular y Partido Unionista                   |
| 2022 | 2.242 (#6) | 6,55 | 2/33    | Sin cambios | Oposición                                                           |